# 산넨자카

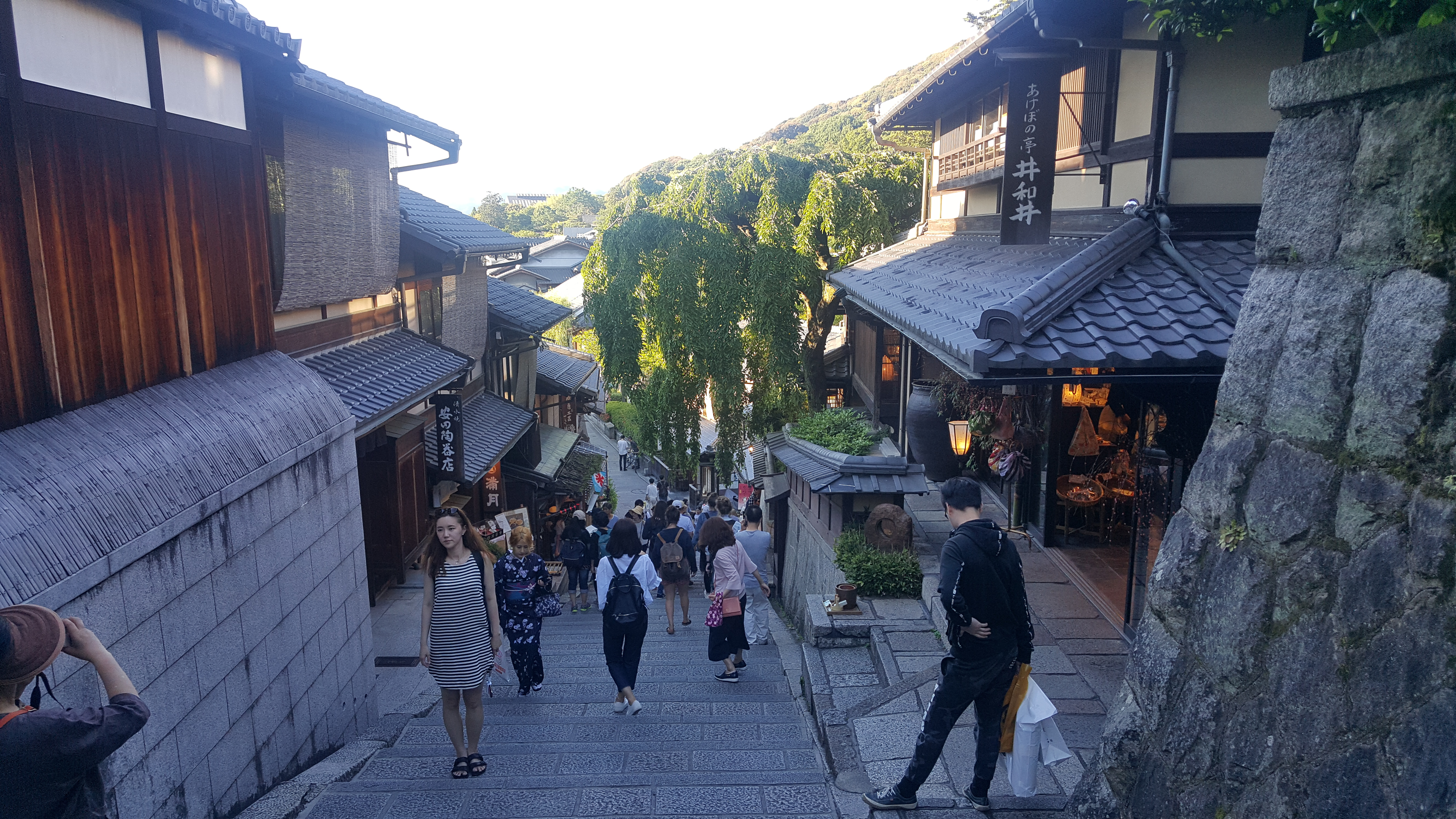
산넨자카 거리

산넨자카(三年坂)는 일본 교토시 히가시야마구에 위치한 거리다. 산넨자카 거리에는 전통 일본식 건물과 상점이 길을 따라 위치해있다. 근처에 있는 니넨자카(二年坂)와 묶여서 언급되기도 한다.